# Luxor Publishing
 (транскр.  Луксор паблишинг) је српска издавачка кућа основана 2004. године од стране Ратомира Кутлешића, као део предузећа Luxor System. Бави се издавањем албума за сличице, дечјих часописа, стрипова, сликовница и дечјих књига.
Luxor Publishing је почео са радом издавањем часописа Boomerang у септембру 2004. године. Издавање часописа прослављено је у 19 градова у Србији. У септембру 2006. године, Luxor Publishing је почео са издавањем стрипова у сопственој продукцији, почевши са серијама стрипова Фактор 4 и Дивља магија.